# 安岳木門寺
安岳木門寺位於四川省资阳市安岳縣卧佛镇木门村，始建于明代，现存无际禅师亭、大雄宝殿和祖师殿等。2006年5月25日列為第六批全國重點文物保護單位。